# Linda Ruesink
Linda Ruesink (* 1966) ist eine US-amerikanische Komponistin und Musikpädagogin.
Ruesink war schon in ihrer Kindheit musikalisch interessiert und begann im Alter von 16 Jahren unter der Anleitung von Nicolas Contorno zu komponieren. Sie studierte von 1982 bis 1988 an der University of Wisconsin-Whitewater Gesang bei Joyce Ryan, Klavier bei Jerry Bramblett und Komposition bei Karen Boubel und Joseph Koykkar. Seit dem Abschluss des Studiums ist sie als Musiklehrerin tätig. Sie ist Autorin von Lehrwerken wie der Arbeitsbuchreihe I Can Read Music und komponierte kammermusikalische Werke, darunter Reflections für Flöte und Klarinette und Solace für Horn und Klavier.

## Quelle
- Alliance Publications - R - Ruesink, Linda

| Personendaten    | Personendaten                                   |
| ---------------- | ----------------------------------------------- |
| NAME             | Ruesink, Linda                                  |
| KURZBESCHREIBUNG | US-amerikanische Komponistin und Musikpädagogin |
| GEBURTSDATUM     | 1966                                            |